# تو ذا إيرث
تو ذا إيرث (بالإنجليزية: To the Earth)‏ ، هي لعبة إلكترونية من نوع شوتم أب، أنتجت سنة 1990م ونشرها شركة نينتندو.

## قصة اللعبة
تبدأ القصة حول بطل اللعبة وهو يركب طائرة الفضاء للذهاب إلى كوكبي أرانوس وسايترن وكان هدفه حماية كوكب الأرض من المخلوقات الفضائية الخطيرة.

## مصدر
1. ↑  "NES Games" (PDF). Nintendo of America. مؤرشف من الأصل (PDF) في 2007-03-17. اطلع عليه بتاريخ 2006-10-31.
2. ↑  Gamefaqs Overview Retrieved November 5, 2006 نسخة محفوظة 29 سبتمبر 2007 على موقع واي باك مشين.

## وصلات خارجية
- To the Earth على موبي غيمز
- To the Earth على موقع غيم فاكس
- To the Earth at NinDB
- "To The Earth" Anthem MIDI From vgmusic.com